# داگ مک‌درموت

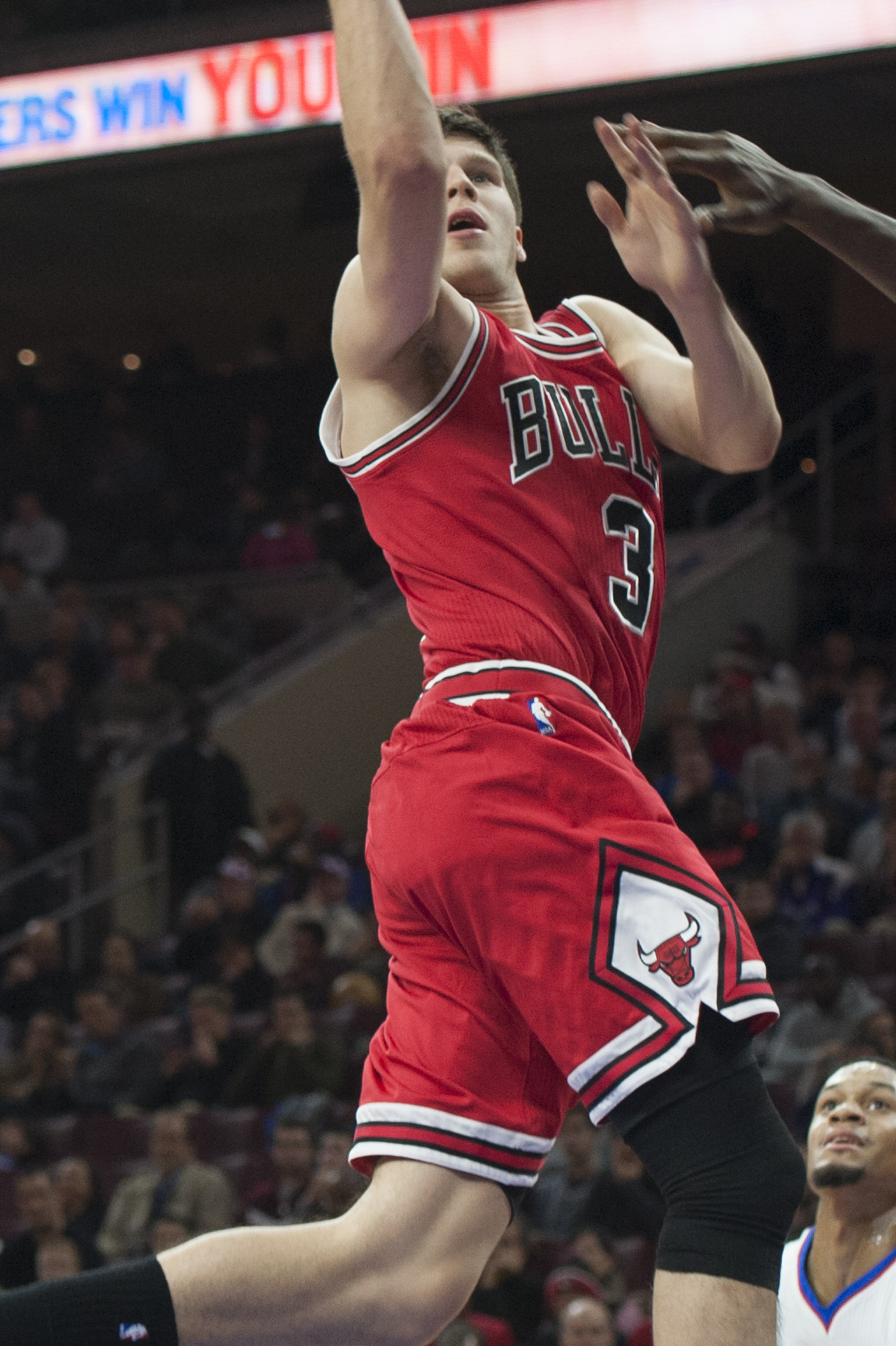
داگ مک‌درموت - ۲۰۱۴

داگ مک‌درموت (انگلیسی: Doug McDermott؛ زادهٔ ۳ ژانویهٔ ۱۹۹۲) یک بازیکن بسکتبال اهل ایالات متحده آمریکا است.
از باشگاه‌هایی که در آن بازی کرده‌است می‌توان به شیکاگو بولز اشاره کرد.